# Gerardo Coque
Gerardo Coque Benavente (Valladolid, 9 de marzo de 1928 - Valladolid, 5 de junio de 2006) fue un futbolista español. Jugaba en la posición de interior derecho y desarrolló la mayor parte de su carrera deportiva en el Real Valladolid, militando también en el Atlético de Madrid, el Granada C. F., el Racing de Santander y en la Cultural Leonesa.

## Biografía
Inició su carrera deportiva en las categorías inferiores del club vallisoletano, debutando con el primer equipo el 2 de junio de 1946, en un partido frente al Barakaldo Club de Fútbol por el ascenso a Segunda División. Coque fue uno de los principales protagonistas de una de las épocas doradas del club blanquivioleta, siendo partícipe del doble ascenso de Tercera a Primera en solamente dos temporadas y disputando la final de Copa en 1950 frente al Athletic Club, anotando un gol.
Su progresión y calidad hicieron que comenzara a ser un habitual en las convocatorias del seleccionador Ricardo Zamora, debutando finalmente el 1 de junio de 1952, en un partido disputado en Chamartín contra Irlanda. El partido concluyó con un 6-0, anotando Coque uno de los goles y partiéndose un brazo en el transcurso del partido. Se convirtió así en el primer jugador internacional con España del Real Valladolid y el primer vallisoletano en hacerlo.
Al concluir la temporada 1951/52 el Atlético de Madrid se hizo con sus servicios tras abonar un millón de pesetas por su traspaso, cifra récord para la época. Sin embargo, nunca llegó a triunfar en el club madrileño.
Abandonó el Atlético dos temporadas después rumbo al Granada C. F. para terminar regresando al Real Valladolid en la temporada 1958/59 contribuyendo al retorno del club a Primera. El final de aquella temporada y la 1959/60 la disputó en el Racing de Santander, ascendiendo a Primera. Tras dejar el club cántabro, militó en la Cultural Leonesa, donde se retiró en 1962.
Como entrenador dirigió al Recreativo Europa Delicias (filial blanquivioleta) y al primer equipo pucelano en las últimas jornadas de la temporada 1969/70 y al comienzo de la 1970/71.
Con motivo del 75 aniversario del Real Valladolid fue galardonado con la insignia de oro y brillantes del club.

## Clubes

### Como jugador
| Club                         | País          | Año           | PJ  | G  |
| ---------------------------- | ------------- | ------------- | --- | -- |
| Real Valladolid Deportivo    | España        | 1946-1953     | 172 | 70 |
| Atlético de Madrid           | España        | 1953-1956     | 32  | 8  |
| Granada C. F.                | España        | 1957-1958     | 2   | 0  |
| Real Valladolid Deportivo    | España        | 1958-59       | 6   | 0  |
| Racing de Santander          | España        | 1959-1961     | 28  | 13 |
| Cultural y Deportiva Leonesa | España        | 1961-1962     | 30  | 8  |
| Total carrera                | Total carrera | Total carrera | 270 | 99 |

### Como entrenador
| Club                      | País   | Año       | P  | PG | PE | PP | Puntos % |
| ------------------------- | ------ | --------- | -- | -- | -- | -- | -------- |
| Europa Delicias           | España | 1969-1970 | 6  | 3  | 1  | 2  | 55.56    |
| Real Valladolid Deportivo | España | 1969-1971 | 6  | 1  | 1  | 4  | 22.23    |
| Total                     | Total  | Total     | 12 | 4  | 2  | 6  | 38.89    |

## Vida privada
Tuvo una relación con la artista flamenca Lola Flores, aunque no consta que llegaran a casarse.